# Liboriuskirche (Bielefeld)

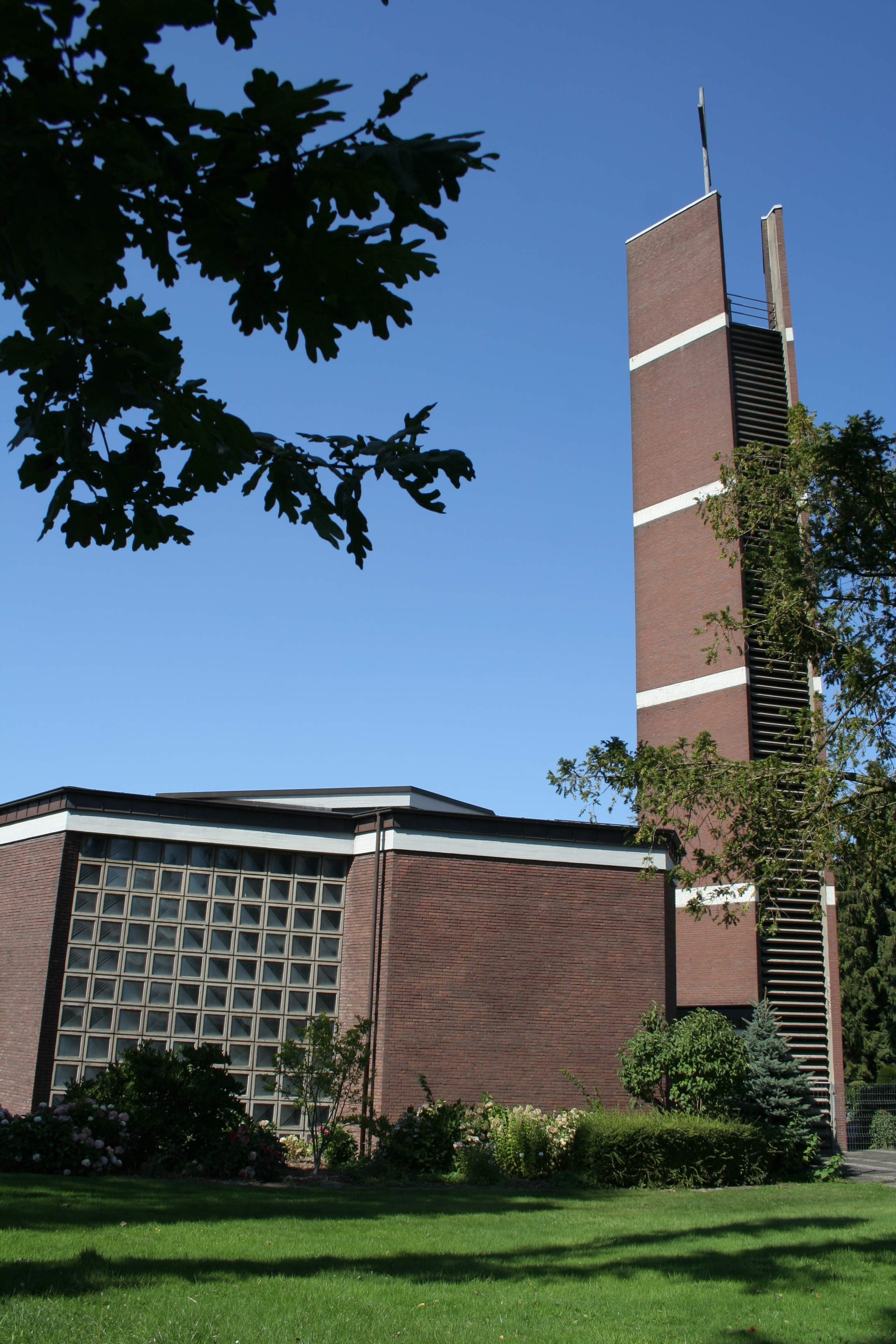
Liboriuskirche

Die Liboriuskirche war eine katholische Pfarrkirche im westlichen Zentrum der ostwestfälischen Stadt Bielefeld im Stadtbezirk Mitte, unweit der SchücoArena. Sie gehörte zum Pastoralverbund Bielefeld-Mitte im Dekanat Bielefeld-Lippe des Erzbistums Paderborn.

## Geschichte
Am 1. Mai 1958 wurde die Pfarrvikarie St. Libori zur eigenständigen Pfarrgemeinde erhoben. Sie umfasste rund 1.800 Mitglieder.
Der erste Spatenstich für den vom Bielefelder Architekten J. G. Hanke entworfenen Kirchenneubau erfolgte am 25. Oktober desselben Jahres durch den chinesischen Bischof Vitus Chang. Im Februar 1959 fand die feierliche Grundsteinlegung statt. Bereits im Sommer konnten die Glocken geweiht werden. Die Kirchweihe folgte am 12. Dezember 1959 durch den Paderborner Erzbischof Lorenz Jaeger.
Im Jahre 1980 feierte die Gemeinde die Einweihung der Beichtkapelle und des Kreuzwegs. Ebenfalls wurde mit der Renovierung der Kirche begonnen, die 1981 abgeschlossen werden konnte.
Zuletzt wurde das Kirchengebäude 2002 umfassend renoviert.
Im September 2022 wurde mitgeteilt, dass sich Pfarrgemeinderat und Kirchenvorstand dafür ausgesprochen haben, die Kirche und das Pfarrheim aufzugeben und abreißen zu lassen. Einer weiteren Nutzung standen Sanierungskosten in geschätzter Höhe von 2 Millionen Euro entgegen.
Die Kirche wurde im August 2024 abgerissen.

## Architektur und Inventar
Den Grundriss der Kirche bildete ein unregelmäßiges Sechseck. Die Weite des dadurch entstehenden Raumes wurde durch eine besondere Lichtgestaltung bewusst unterstrichen. Die ursprünglich mehrfarbigen Fenster wurden allerdings 1988 durch einfarbige ersetzt.
Die Taufkapelle, unter dem Turm gelegen, war mit drei Mosaiken verziert. Das mittlere zeigte Jesus Christus als Weltherrscher; das rechte bezeichnete mit Maria seine Menschwerdung; Johannes der Täufer auf der linken Seite verwies auf seinen Opfertod im Bild des Gotteslamms.
Im Zentrum der Marienkapelle stand eine Madonnenfigur. Den Altarraum zierte ein 7,9 m mal 5,43 m hoher Wandteppich.
Der Kreuzweg beeindruckte durch seine eindringliche Farbgestaltung. Trauer- und Leidszenen wurden mit dunkleren Farben, hoffnungsvollere Szenen mit helleren Farben versehen.
Eine Statue des Kirchenpatrons Liborius befand sich am Übergang vom Kirchen- zum Chorraum. Es handelte sich um den Nachguss einer im 18. Jahrhundert geschaffenen Figur, deren Original sich im Diözesanmuseum Paderborn befindet.
Das holzgeschnitzte Vesperbild (um 1860) war eine Leihgabe des Museums.

### Glocken
Die vier Glocken der Kirche wurden 1959 vom Bochumer Verein für Gusstahlfabrikation (BVG) gegossen.
| Name             | Rex gloriae | Salve regina | Liborius | Jodokus |
| Durchmesser (mm) | 1530        | 1110         | 930      | 890     |
| Gewicht (ca. kg) | 1557        | 518          | 293      | 312     |
| Schlagton        | es' +1      | g' -1        | b' -1    | c"      |